# Jabâ-anas
Os jabâ-anas são um grupo indígena que teria habitado nas margens dos rios Marauia e Cauabori, no estado brasileiro do Amazonas.